# Iransko-izraelski rat
Iransko-izraelski rat započeo je 13. lipnja 2025. kada je Izrael pokrenuo iznenadne napade na iranske vojne i nuklearne objekte. Izraelske snage ubile su istaknute iranske vojne vođe, nuklearne znanstvenike i političare, istovremeno oštetivši iransku protuzračnu obranu i nuklearna postrojenja. Iran je uzvratio lansiranjem projektila na izraelske vojne lokacije i gradove, a Hutiji u Jemenu također su ispaljivali projektile na Izrael.
Sjedinjene Države branile su Izrael i napale tri iranska nuklearna postrojenja devetog dana rata. Sukob je eskalirao desetljeća neprijateljstva između zemalja i uslijedio je nakon međunarodne zabrinutosti zbog iranskog nuklearnog programa od povlačenja SAD-a iz nuklearnog sporazuma JCPOA 2018. godine. U izraelskim napadima ubijeno je nekoliko iranskih vojnih vođa, dužnosnika IRGC-a, najmanje 10 nuklearnih znanstvenika i preko 200 civila. 
Iranska odmazda s oko 100 projektila i 100 dronova ubila je 24 izraelska civila. Izraelski i američki zračni napadi oštetili su nuklearna postrojenja u Natanzu, Isfahanu i Fordowu, iako su iranske zalihe uranija vjerojatno premještene i uglavnom sačuvane.
Međunarodne reakcije bile su podijeljene. Islamske zemlje osudile su izraelske napade, dok su ih Njemačka, Ukrajina i SAD odobrile. Zapadne nacije pozvale su na deeskalaciju, a neke su podržale izraelsko „pravo na samoobranu”. Pravni stručnjaci smatrali su napade kršenjem međunarodnog prava.[nedostaje izvor]
Dana 23. lipnja američki predsjednik Donald Trump objavio je da su se obje zemlje složile s prekidom vatre, koji je bio na snazi od 25. lipnja unatoč početnim kršenjima. Izraelski predsjednik Benjamin Netanyahu je proglasio „povijesnu pobjedu”, tvrdeći da je Izrael uklonio dvije egzistencijalne prijetnje. Prema „The Economistu”, Izrael je postigao neviđenu regionalnu vojnu dominaciju.